# Leflunomida
La leflunomida es un medicamento inmunosupresor que se emplea principalmente para el tratamiento de la artritis reumatoide y la artritis psoriásica. Actúa provocando un bloqueo en la síntesis de pirimidina.

## Mecanismo de acción
Es un inhibidor selectivo de la enzima dihidroorotato deshidrogenasa. Esta enzima juega un papel muy importante en la síntesis de pirimidina. La pirimidina es esencial para la síntesis de ADN, por ello el fármaco dificulta la formación del ADN e inhibe la proliferación de linfocitos, una de las células principales encargadas de la inmunidad. El efecto final es inmunosupresor.

## Indicaciones
Está indicado en el tratamiento de la artritis reumatoide y la artritis psoriasica. Es una alternativa al tratamiento con metotrexato.

## Efectos secundarios
Los efectos secundarios más comunes que pueden presentarse en personas que toman leflunomida son diarrea, náuseas, vómitos, pérdida de apetito, decaimiento, úlceras en la boca, dolor abdominal (de estómago), aumento de la presión arterial (en general leve), dolor de cabeza, mareo, debilidad, hormigueos.
Los efectos secundarios más importantes son depresión del sistema inmune, toxicidad para el hígado y el pulmón.

## Contraindicaciones
Debido a que puede provocar malformaciones en el feto, no se recomienda a las mujeres embarazadas, si la paciente desea quedarse embarazada y ha tomado el medicamento debe aguardar un periodo de tiempo tras la suspensión del fármaco. Tampoco deben tomarlo aquellas personas que tengan un déficit de la inmunidad, por ejemplo pacientes con SIDA.